# 2401-es mellékút (Magyarország)
A 2401-es számú mellékút egy négy számjegyű mellékút Heves vármegyében. Hatvan és Lőrinci között biztosít közúti összeköttetést, feltárva egyúttal Hatvan Nagygombos városrészét is.

## Nyomvonala
A 3-as főútból ágazik ki, annak 58. és 59. kilométere között, nagyjából feleúton, Hatvan óhatvani városrészében. Települési neve a város teljes területén Balassi Bálint utca; kiindulási pontjától kezdve nagyjából végig északi a fő iránya. Még az első kilométere előtt keresztezi a Hatvan–Miskolc–Szerencs–Sátoraljaújhely-vasútvonalat, majd 2,5 kilométer után áthalad az M3-as autópálya alatt, amit csomópont nélkül keresztez.
A folytatásban Hatvan Nagygombos városrészébe érkezik, ott csatlakozik bele – körülbelül a 3+400-as kilométer-szelvényénél – a 24 102-es út, közel 2 kilométer megtétele után. 5+500-as kilométer-szelvényénél éri el az út Hatvan és Lőrinci határát, bő 1 kilométeren át a két város határán húzódik. közben, a 6+500-as kilométer-szelvénye közelében kiágazik belőle nyugatra a 24 114-es út, amely a Mátravidéki Erőmű hűtőtava felé vezet.
Hetedik kilométerének teljesítése után lép át az út teljesen Lőrinci területére, majd ott egy kisebb szakaszon Lőrinci és Petőfibánya határán húzódik, Kápolna utca néven. Itt, ez utóbbi szakaszon, a fő irányától markánsan eltérve nyugat felé halad, de miután a 9. kilométerénél keresztezi a Zagyvát (ott a neve egy kurta szakaszon Szabadság tér), a település belterületét elérve újra északnak fordul, onnantól végig Árpád utca a neve. 9,3 kilométernél torkollik bele nyugat felől a 2133-as út Heréd és a 21-es út felől. Selyp városrészben ér véget, csatlakozva a 2402-es útba, nagyjából annak 600-as méterszelvényénél. Egyenes folytatása ettől a csomóponttól északi irányban a 2403-as út, amely Zagyvaszántóra vezet.
Az országos közutak térképes nyilvántartását szolgáló kira.gov.hu adatbázisa szerint a hossza 12,085 kilométer.